# Slaughter and May
Slaughter and May ist eine international tätige Wirtschaftskanzlei mit Sitz in London. Sie berät und vertritt nationale und internationale Unternehmen und Finanzinstitutionen. Die Kanzlei beschäftigt ca. 560 Rechtsanwälte an den Standorten London, Brüssel, Peking und Hongkong und zählt am Unternehmenssitz zu den Magic-Circle-Kanzleien. In Deutschland pflegt die Kanzlei eine Partnerschaft mit Hengeler Mueller.